# Константинополски мирен договор (1700)
Константинополският мирен договор е сключен между Руското царство и Османската империя на 3 юли 1700 година (14 юли нов стил).
Договорът е завършек на Азовските военни кампании на Петър I и осигурава неутралитета на Османската империя в започналата Велика северна война.
Според клаузите на мирния договор, Османската империя унищожава крепостите си в т.нар. Приднепровие (по река Днепър), а Руското царство получава във владение Азов с прилежащите му територии, които се освобождават от заплащането на ежегоден трибут към кримския хан.
Константинополският мирен договор слага край на Руско-турската война, и е своеобразно следствие и продължение на т.нар. Карловицки мир между Свещената лига и Османската империя от предходната 1699 година.